# Nyssus avidus
Nyssus avidus is een spinnensoort uit de familie van de loopspinnen (Corinnidae).
De wetenschappelijke naam van de soort werd in 1881 als Anchognatha avida gepubliceerd door Tord Tamerlan Teodor Thorell.